# 1968 w muzyce
Wydarzenia muzyczne w 1968 roku.

## Wydarzenia
- 11 lutego – Bing Crosby jako gwiazda wieczoru wystąpił w hali Madison Square Garden z okazji jej otwarcia, towarzyszył mu m.in. Bob Hope.
- 20 kwietnia – w duńskim Tastrup daje koncert grupa Roundabout i zmienia nazwę na Deep Purple.
- 29 kwietnia – rockowy musical Hair wystawiony na Broadwayu.
- czerwiec – powstaje pierwsza jazzrockowa grupa na świecie Colosseum.
- 16 października w USA ukazuje się album Jimiego Hendriksa – Electric Ladyland.
- 8 listopada – John Lennon i Cynthia Powell biorą rozwód.
- grudzień – ukazuje się The Soft Machine, debiutancki album Soft Machine
- Led Zeppelin zostaje założony po rozpadzie The Yardbirds.
- Rush zostaje założony w Toronto.
- zaczynają muzyczną karierę: The Band, James Taylor, Joni Mitchell, The Carpenters, Budgie, Warren Zevon, Deep Purple/Roundabout’s, Nazareth, Yes.
- Jarosław Kukulski założył zespół Waganci.
- Syd Barrett odchodzi z Pink Floyd, a jego miejsce zastępuje David Gilmour.
- założono francuską grupę progresywną Moving Gelatine Plates

## Urodzili się
- 8 stycznia – Trie Utami, właśc. Trie Utami Sari, indonezyjska piosenkarka, kompozytorka i pianistka
- 10 stycznia – Keziah Jones, nigeryjski muzyk funkowy i bluesowy, gitarzysta i wokalista
- 11 stycznia – Tom Dumont, amerykański gitarzysta
- 14 stycznia – LL Cool J, właśc. James Todd Smith III, amerykański raper
- 16 stycznia
  - Anders Bagge, szwedzki piosenkarz, autor tekstów, kompozytor, muzyk i producent muzyczny
  - Olga Bończyk, polska aktorka teatralna, filmowa i wokalistka
- 17 stycznia – Scott Clendenin, amerykański basista metalowy, muzyk zespołu Death (zm. 2015)
- 19 stycznia – Rick Froberg, amerykański wokalista i gitarzysta punkrockowy (zm. 2023)
- 21 stycznia – Yovie Widianto, indonezyjski pianista i twórca utworów popowych
- 22 stycznia – Hiroshi Morie, japoński basista rockowy, muzyk zespołu X Japan (zm. 2023)
- 27 stycznia
  - Mike Patton, amerykański wokalista i muzyk awangardowy
  - Tricky, właśc. Adrian Nicholas Matthews Thaws, brytyjski raper
- 28 stycznia – Sarah McLachlan, kanadyjska piosenkarka
- 29 stycznia – Jarema Klich, polski gitarzysta klasyczny i pedagog (zm. 2013)
- 30 stycznia – Trevor Dunn, amerykański basista
- 1 lutego – Lisa Marie Presley, amerykańska aktorka, autorka tekstów piosenek i piosenkarka; córka Priscilli i Elvisa Presleyów (zm. 2023)
- 6 lutego – Akira Yamaoka, japoński muzyk i kompozytor
- 12 lutego – Chynna Phillips, Wilson Phillips, córka Johna i Michelle Phillips z the Mamas & the Papas
- 13 lutego – Niamh Kavanagh, irlandzka piosenkarka
- 19 lutego
  - Prince Markie Dee, amerykański raper, autor piosenek, producent i prezenter radiowy (zm. 2021)
  - Frank Watkins, amerykański muzyk metalowy, basista i kompozytor (zm. 2015)
- 22 lutego
  - Glen Alvelais, amerykański muzyk rockowy, kompozytor i gitarzysta
  - Bradley Nowell, amerykański gitarzysta grupy Sublime (zm. 1996)
  - Ari Toikka, fiński perkusista zespołu Bomfunk MC’s
- 25 lutego – Thomas G:son, szwedzki gitarzysta, kompozytor i autor tekstów
- 29 lutego – Rust Epique, amerykański gitarzysta i kompozytor (zm. 2004)
- 2 marca – Chris Hülsbeck, niemiecki kompozytor, specjalizujący się w tworzeniu ścieżek dźwiękowych do gier komputerowych
- 3 marca – Olga Pasiecznik, ukraińska śpiewaczka (sopran)
- 6 marca – Smudo, niemiecki raper, autor tekstów i aktor, członek zespołu Die Fantastischen Vier
- 11 marca – Lisa Loeb, amerykańska piosenkarka
- 15 marca
  - Mark McGrath, amerykański piosenkarz zespołu Sugar Ray
  - Sabrina Salerno, włoska piosenkarka, modelka, prezenterka telewizji, aktorka i producent muzyczny
  - Jon Schaffer, amerykański muzyk heavymetalowy, gitarzysta, kompozytor, autor tekstów
- 22 marca
  - Øystein Aarseth, norweski gitarzysta i producent muzyczny
  - Piotr Gładki, polski skrzypek i dyrygent
  - Zbigniew Stępniak, polski śpiewak (bas, basso profondo), muzykolog i ksiądz katolicki
- 23 marca – Damon Albarn, brytyjski wokalista grupy Blur
- 25 marca – Andrzej Artymowicz, polski reżyser dźwięku
- 26 marca
  - Kenny Chesney, amerykański piosenkarz i muzyk muzyki country
  - James Iha, amerykański gitarzysta i wokalista, muzyk grupy The Smashing Pumpkins
- 30 marca – Céline Dion, kanadyjska piosenkarka
- 1 kwietnia – Tamara Obrovac, chorwacka wokalistka jazzowa, flecistka, autorka tekstów i kompozytorka
- 5 kwietnia – Borys Somerschaf, polsko-rosyjski dyrygent, kompozytor, wokalista i aranżer
- 6 kwietnia – Janusz Radek, polski wokalista i aktor
- 9 kwietnia – Cutfather, duński autor tekstów i producent muzyczny
- 20 kwietnia – Andrzej Daniewicz, polski ksiądz pallotyn, gitarzysta, pianista i wokalista
- 28 kwietnia – Daisy Berkowitz, amerykański muzyk i instrumentalista rockowy (zm. 2017)
- 1 maja – D’arcy Wretzky, amerykańska basistka rockowa, znana z gry w altrockowym zespole The Smashing Pumpkins
- 5 maja – Vincent Dumestre, francuski instrumentalista grający na lutnii, teorbanie, gitarze barokowej
- 8 maja – Chris Lighty, amerykański raper i producent muzyczny (zm. 2012)
- 15 maja – Andrzej Szymańczak, polski muzyk, perkusista zespołu Kult (zm. 1998)
- 19 maja – Kyle Eastwood, amerykański muzyk jazzowy; kontrabasista, gitarzysta basowy oraz kompozytor
- 24 maja – Marcin Kydryński, polski dziennikarz muzyczny, kompozytor, autor tekstów, producent, podróżnik i fotografik
- 26 maja – Anna Ignatowicz-Glińska, polska kompozytorka
- 28 maja
  - Marcin Bronikowski, polski śpiewak operowy (baryton) (zm. 2024)
  - Kylie Minogue, australijska wokalistka i aktorka
- 31 maja – Jørn Lande, norweski wokalista heavymetalowy
- 8 czerwca – Galit Borg, izraelska piosenkarka (zm. 2022)
- 10 czerwca – Ananda Sukarlan, indonezyjski kompozytor i pianista
- 12 czerwca – Jewell, amerykańska wokalistka R&B (zm. 2022)
- 15 czerwca
  - Jeff Becerra, amerykański wokalista, basista i prawnik, lider zaliczanej do prekursorów death metalu formacji Possessed
  - Tito Matos, puertorykański perkusjonista jazzowy (zm. 2022)
- 23 czerwca – Bogdan Kondracki, polski muzyk, kompozytor, wokalista, multiinstrumentalista i producent muzyczny
- 27 czerwca – Jaspa Jones, niemiecki DJ i producent muzyczny, członek duetu Blank & Jones
- 28 czerwca – Tanja Ribič, słoweńska aktorka i piosenkarka
- 29 czerwca – Bejun Mehta, amerykański śpiewak operowy (kontratenor)
- 30 czerwca – Phil Anselmo, amerykański piosenkarz (Pantera)
- 2 lipca – Tony Costanza, amerykański perkusista, członek zespołów Machine Head i Crowbar (zm. 2020)
- 13 lipca – Tomasz Grochowalski, polski gitarzysta basowy
- 17 lipca – Barbara Sobolczyk, polska dyrygentka, pedagog
- 25 lipca – Snowy Shaw, szwedzki wokalista, kompozytor, muzyk, multiinstrumentalista i artysta grafik
- 1 sierpnia – Dan Donegan, amerykański gitarzysta zespołu Disturbed
- 2 sierpnia – Dariusz Popowicz, polski muzyk rockowy, gitarzysta i kompozytor
- 4 sierpnia – Hiroshi Kurotaki, japoński pianista
- 6 sierpnia – Fatman Scoop, właśc. Isaac Freeman III, amerykański raper i producent muzyczny (zm. 2024)
- 8 sierpnia – Nobukazu Takemura, japoński muzyk, tworzący w różnych gatunkach muzycznych, począwszy od jazzu, przez house, drum and bass, chamber music do glitch
- 10 sierpnia – Salvatore Licitra, włoski śpiewak operowy (tenor) (zm. 2011)
- 16 sierpnia – Anna Marchwińska, polska pianistka, korepetytor solistów, trener wokalny
- 17 sierpnia – Andrij Kuźmenko, ukraiński piosenkarz, muzyk zespołu Skryabin (zm. 2015)
- 18 sierpnia
  - Daniele Silvestri, włoski piosenkarz i autor tekstów piosenek
  - Brian Tichy, amerykański muzyk rockowy; wokalista, basista i gitarzysta
- 23 sierpnia
  - Sérgio Azevedo, portugalski kompozytor i pisarz
  - Alex Britti, włoski piosenkarz i gitarzysta
  - KK, indyjski wokalista (zm. 2022)
- 29 sierpnia – Me’shell Ndegeocello, amerykańska kompozytorka, wokalistka soulowa, jazzowa, rockowa, funkowa
- 3 września – Piotr Rubik, polski kompozytor, producent muzyczny i prezenter muzyczny
- 4 września – Artur Malik, polski perkusista rockowy i jazzowy
- 8 września
  - Dariusz Babiarz, polski muzyk rockowy, wokalista i gitarzysta zespołów Holy Dogs i Kofi
  - Ray Wilson, szkocki wokalista rockowy
- 9 września – Lila Downs, meksykańska piosenkarka i kompozytor
- 11 września – Kay Hanley, amerykański muzyk
- 16 września – Marcin Jędrych, polski dziennikarz radiowy
- 17 września – Anastacia, amerykańska piosenkarka
- 19 września
  - Witold Karolak, polski kompozytor, producent muzyki, aranżer, promotor kultury
  - Paweł Łukaszewski, polski kompozytor, dyrygent i pedagog
- 20 września
  - Ben Shepherd, amerykański muzyk, gitarzysta basowy grunge’owego zespołu Soundgarden
  - Michelle Visage, amerykańska DJ radiowa, piosenkarka, aktorka, osobowość medialna i prezenterka telewizyjna
- 21 września
  - Jon Brookes, angielski perkusista rockowy, muzyk grupy The Charlatans (zm. 2013)
  - David Jude Jolicoeur, amerykański raper (zm. 2023)
  - Lisa Angell, francuska piosenkarka
- 25 września – Will Smith/The Fresh Prince, amerykański raper, producent filmowy i aktor; członek duetu hip-hopowego DJ Jazzy Jeff & The Fresh Prince (aktywnego w latach 80. i 90.)
- 26 września
  - James Michael, amerykański kompozytor, producent muzyczny i piosenkarz
  - Héctor Rey, portorykański piosenkarz salsy (zm. 2023)
- 28 września
  - Sean Levert, amerykański piosenkarz i aktor (zm. 2008)
  - Michelle Meldrum, amerykańska gitarzystka, jedna z założycielek wyłącznie kobiecego zespołu heavymetalowego Phantom Blue (zm. 2008)
- 29 września – Alex Skolnick, amerykański gitarzysta metalowy i jazzowy
- 30 września – Tymon Tymański, polski wokalista, kompozytor, multiinstrumentalista, poeta, prozaik; twórca pojęcia yass
- 7 października – Thom Yorke, wokalista grupy rockowej Radiohead
- 8 października – CL Smooth, właśc. Corey Brent Penn, Sr., amerykański raper i producent muzyczny
- 12 października – Hugh Jackman, australijski aktor filmowy i musicalowy
- 13 października – Carlos Marín, hiszpański wokalista (baryton), członek zespołu Il Divo (zm. 2021)
- 17 października – Ziggy Marley, jamajski muzyk roots reggae
- 22 października – Shaggy, jamajski wokalista, ragga i dancehall
- 29 października – Tsunku, japoński producent muzyczny, kompozytor i autor tekstów piosenek, piosenkarz
- 30 października – Eulalio Cervantes, meksykański saksofonista rockowy (zm. 2021)
- 2 listopada – Neal Casal, amerykański piosenkarz i gitarzysta rockowy (zm. 2019)
- 4 listopada – Troy McLawhorn, amerykański muzyk i gitarzysta zespołu Evanescence
- 9 listopada – Nazzareno Carusi, włoski pianista
- 12 listopada – Sharon Shannon, irlandzka akordeonistka i skrzypaczka
- 15 listopada
  - Ol’ Dirty Bastard, amerykański raper (zm. 2004)
  - Jennifer Charles, amerykańska piosenkarka
- 16 listopada
  - Grzegorz Łomnicki, polski perkusista rockowy, muzyk zespołu Fort BS (zm. 2024)
  - Janusz Szrom, polski wokalista jazzowy
- 25 listopada – Tunde Baiyewu, brytyjski wokalista zespołu Lighthouse Family
- 2 grudnia – Nate Mendel, amerykański gitarzysta basowy
- 9 grudnia
  - David Brandes, niemiecki muzyk, kompozytor i producent muzyczny
  - Alexandre Tharaud, francuski pianista
- 13 grudnia – Klaus Badelt, niemiecki kompozytor muzyki filmowej
- 19 grudnia – Jerzy Mazzoll, polski klarnecista, wokalista i kompozytor yassowy
- 29 grudnia – Albert Evans, amerykański tancerz baletowy (zm. 2015)
- 30 grudnia
  - Artur Cieślak, polski kompozytor, pianista, krytyk muzyczny i pedagog
  - Thomas D, niemiecki raper i prezenter telewizyjny, członek zespołu Die Fantastischen Vier

## Zmarli
- 9 stycznia – Louis Aubert, francuski kompozytor (ur. 1877)
- 11 stycznia
  - Rezső Seress, węgierski muzyk pochodzenia żydowskiego; kompozytor muzyki rozrywkowej i pianista (ur. 1889)
  - Mariano Stabile, włoski śpiewak operowy (baryton) (ur. 1888)
- 23 stycznia – Bernardino Rizzi, włoski kompozytor, dyrygent i pedagog muzyczny, franciszkanin (ur. 1891)
- 2 lutego – Tullio Serafin, włoski dyrygent i pedagog (ur. 1878)
- 13 lutego – Ildebrando Pizzetti, włoski kompozytor muzyki klasycznej, muzykolog i krytyk muzyczny (ur. 1880)
- 16 lutego
  - Wiktor Bielajew, rosyjski muzykolog i etnograf (ur. 1888)
  - Healey Willan, angielsko-kanadyjski organista i kompozytor (ur. 1880)
- 1 marca – Adam Andrzejewski, polski śpiewak (tenor) (ur. 1917)
- 11 marca – Witold Elektorowicz, polski śpiewak, aktor i kompozytor piosenek (ur. 1892)
- 16 marca – Iša Krejčí, czeski kompozytor i dyrygent (ur. 1904)
- 15 kwietnia – Borys Latoszynski, ukraiński kompozytor, dyrygent, pedagog, Ludowy Artysta ZSRR (ur. 1895)
- 22 kwietnia – Henryk Roman Nowacki, polski ksiądz katolicki, kompozytor, pedagog (ur. 1891)
- 15 maja – Florence Austral, australijska śpiewaczka (sopran) (ur. 1892)
- 24 maja – Bernard Rogers, amerykański kompozytor muzyki poważnej (ur. 1893)
- 26 maja – Little Willie John, amerykański piosenkarz rockowy (ur. 1937)
- 5 czerwca – Jerzy Gert, polski dyrygent i kompozytor (ur. 1908)
- 9 czerwca – Jurij Milutin, rosyjski kompozytor, twórca popularnych piosenek, utworów rozrywkowych, operetek i muzyki filmowej (ur. 1903)
- 12 czerwca – Fidelio Fritz Finke, niemiecki kompozytor (ur. 1891)
- 14 czerwca – Karl-Birger Blomdahl, szwedzki kompozytor (ur. 1916)
- 15 czerwca – Wes Montgomery, amerykański gitarzysta, kompozytor jazzowy (ur. 1925)
- 6 lipca – Adam Sołtys, polski kompozytor, dyrygent, muzykolog, krytyk muzyczny (ur. 1890)
- 12 lipca – Ada Sari, właśc. Jadwiga Szayer, polska śpiewaczka operowa (sopran koloraturowy), aktorka, pedagog (ur. 1886)
- 18 lipca – Tadeusz Mazurkiewicz, polski dyrygent, dyrektor teatrów, poseł na Sejm w II RP II kadencji (ur. 1887)
- 30 lipca – Jón Leifs, islandzki kompozytor, pianista i dyrygent (ur. 1899)
- 3 sierpnia – Juan José Castro, argentyński kompozytor i dyrygent (ur. 1895)
- 8 sierpnia – Fritz Stiedry, amerykański dyrygent pochodzenia austriackiego (ur. 1883)
- 20 sierpnia – Joseph Keilberth, niemiecki dyrygent (ur. 1908)
- 6 września – Anny Konetzni, austriacka śpiewaczka operowa (sopran) (ur. 1902)
- 8 września – August Topman, estoński organista i pedagog (ur. 1882)
- 26 września – Władysław Kędra, polski pianista (ur. 1918)
- 12 października – Tauno Hannikainen, fiński dyrygent i wiolonczelista (ur. 1896)
- 5 listopada – Artur Tur, właśc. Artur Cwibak, polski poeta, autor piosenek i tekstów kabaretowych (ur. 1894)
- 6 listopada – Charles Münch, francuski dyrygent pochodzenia niemieckiego (ur. 1891)
- 11 listopada – Jeanne Demessieux, francuska organistka i kompozytorka (ur. 1921)
- 25 listopada – Marcel Labey, francuski kompozytor i dyrygent (ur. 1875)
- 14 grudnia – Margarete Klose, niemiecka śpiewaczka operowa (mezzosopran) (ur. 1902)
- 20 grudnia – Max Brod, niemieckojęzyczny czeski literat, pisarz, kompozytor; przyjaciel i biograf Franza Kafki (ur. 1884)
- 31 grudnia
  - Sabin Drăgoi, rumuński kompozytor i etnomuzykolog (ur. 1894)
  - George Lewis, amerykański klarnecista jazzowy (ur. 1900)

## Albumy
| Tytuł albumu                              | Główny wykonawca                     |
| ----------------------------------------- | ------------------------------------ |
| Any Day Now                               | Joan Baez                            |
| Folsom Prison Blues                       | Bobby Bare                           |
| The Beatles (Biały album)                 | The Beatles                          |
| Child Is Father to the Man                | Blood, Sweat & Tears                 |
| Diversions                                | Barry Booth                          |
| The Twain Shall Meet                      | Eric Burdon & The Animals            |
| Every One of Us                           | Eric Burdon & The Animals            |
| Love Is                                   | Eric Burdon & The Animals            |
| Strictly Personal                         | Captain Beefheart and His Magic Band |
| Wheels of Fire                            | Cream                                |
| Czerwone Gitary (3)                       | Czerwone Gitary                      |
| Le Temps des Fleurs                       | Dalida                               |
| Shades of Deep Purple                     | Deep Purple                          |
| The Book of Taliesyn                      | Deep Purple                          |
| Donovan in Concert                        | Donovan                              |
| The Hurdy Gurdy Man                       | Donovan                              |
| Waiting for the Sun                       | The Doors                            |
| Fleetwood Mac                             | Fleetwood Mac                        |
| Mr. Wonderful                             | Fleetwood Mac                        |
| Lady Soul                                 | Aretha Franklin                      |
| Axis: Bold as Love (w USA)                | Jimi Hendrix                         |
| Smash Hits (wersja brytyjska)             | Jimi Hendrix                         |
| Electric Ladyland                         | The Jimi Hendrix Experience          |
| This Was                                  | Jethro Tull                          |
| Stenia                                    | Stenia Kozłowska                     |
| Ten + Eight                               | Andrzej Kurylewicz                   |
| The Birds, the Bees and the Monkees       | The Monkees                          |
| HEAD                                      | The Monkees                          |
| Cruising with Ruben & the Jets            | The Mothers of Invention             |
| Mamy dla was kwiaty                       | Niebiesko-Czarni                     |
| Sukces                                    | Czesław Niemen                       |
| Nikifor                                   | Grupa Skifflowa „No To Co”           |
| A Saucerful of Secrets                    | Pink Floyd                           |
| Beggars Banquet                           | The Rolling Stones                   |
| Bookends                                  | Simon & Garfunkel                    |
| The Graduate (ścieżka dźwiękowa)          | Simon & Garfunkel                    |
| Wszystko mi mówi, że mnie ktoś pokochał   | Skaldowie                            |
| The Soft Machine                          | Soft Machine                         |
| Dusty in Memphis                          | Dusty Springfield                    |
| God Bless Tiny Tim                        | Tiny Tim                             |
| Traffic                                   | Traffic                              |
| White Light/White Heat                    | The Velvet Underground               |
| Magic Bus: The Who On Tour                | The Who                              |
| Neil Young                                | Neil Young                           |
| Cruising with Ruben & the Jets            | Frank Zappa                          |
| Thoroughly Modern Bing                    | Bing Crosby                          |
| Bing Crosby’s Treasury – The Songs I Love | Bing Crosby                          |
| Dean Martin’s Greatest Hits! Vol. 1       | Dean Martin                          |
| Dean Martin’s Greatest Hits! Vol. 2       | Dean Martin                          |
| I Can’t Give You Anything but Love        | Dean Martin                          |
| Gentle on My Mind                         | Dean Martin                          |
| On the Sunny Side                         | Dean Martin                          |
| The Perry Como Christmas Album            | Perry Como                           |
| Look to Your Heart                        | Perry Como                           |

## Muzyka poważna

### Kompozycje
- Lukas Foss – Paradigm
- Witold Szalonek – Improvisations sonoristiques

## Film muzyczny
- Kulig – (Maryla Rodowicz, Skaldowie, Alibabki, Wojciech Korda, Ada Rusowicz, Niebiesko-Czarni)
- Live a Little, Love A Little – (Elvis Presley)
- Speedway Actor – (Elvis Presley)
- Stay Away, Joe – (Elvis Presley)

## Nagrody
- Konkurs Piosenki Eurowizji 1968
  - „La, la, la”, Massiel